# 比施博恩巴赫河

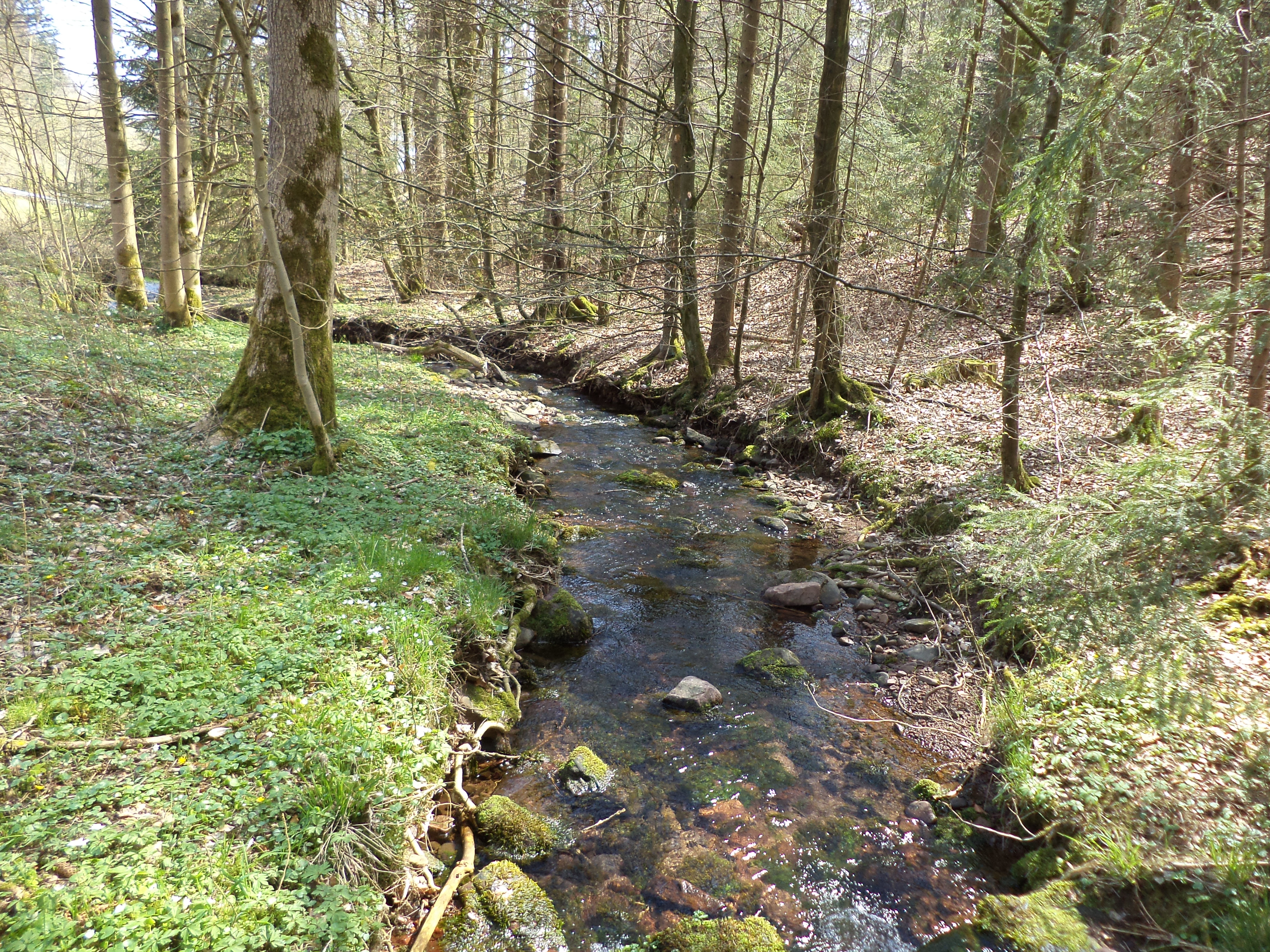
比施博恩巴赫河

49°59′1.10″N 9°30′13″E / 49.9836389°N 9.50361°E
比施博恩巴赫河（德語：Bischbornbach），是德國的河流，位於該國東南部，由巴伐利亞負責管轄，屬於雷希滕巴赫河的右支流，河道全長3.3公里，流域面積4.7平方公里。